# 兰沙里亚
兰沙里亚是巴西圣保罗州的一个市镇。总面积1584.726平方公里，总人口30146人，人口密度19人/平方公里。